# Filippo Giudice Caracciolo
Filippo Giudice Caracciolo (Napoli, 27 marzo 1785 – Napoli, 29 gennaio 1844) è stato un cardinale e arcivescovo cattolico italiano.

## Biografia
Nacque da famiglia di splendida nobiltà, figlio di Francesco Giudice Caracciolo, duca di Gesso e principe di Villa, e di Maria Vittoria di Palma Artois, duchessa di Sant'Elia. Altri cardinali della stessa famiglia furono Marino Ascanio Caracciolo, Innico Caracciolo il Vecchio, Innico Caracciolo il Giovane, Niccolò Caracciolo, Giovanni Costanzo Caracciolo e Diego Innico Caracciolo.
Studiò inizialmente sotto la guida di padre Nicola Rossi, professore di retorica alla Regia Università di Napoli. Dal 1799 proseguì gli studi a Palermo con i padri Giuseppe Re e Silvestro Gorgone. Nel 1802 entrò nella Congregazione dell'Oratorio di Napoli. Conseguì la laurea in utroque iure nel 1816 e quella in teologia il 1º febbraio 1820, entrambe all'Università di Napoli.
Fu ordinato presbitero il 18 marzo 1809 da Bernardo della Torre, vescovo di Lettere. Esercitò il suo ministero in diverse case della Congregazione e si distinse nel soccorso ai malati durante l'epidemia di peste che colpì Napoli.
Il 21 febbraio 1820 fu nominato vescovo di Molfetta e fu consacrato vescovo il 27 febbraio dello stesso anno dal cardinale Lorenzo Litta. Il 15 aprile 1833 fu promosso alla sede metropolitana di Napoli.
Papa Gregorio XVI lo elevò al rango di cardinale nel concistoro del 29 luglio 1833 e il 30 settembre dello stesso anno ricevette il titolo di Sant'Agnese fuori le mura.
Morì a Napoli all'età di 58 anni e fu sepolto in Duomo.

## Genealogia episcopale e successione apostolica
La genealogia episcopale è:
- Cardinale Scipione Rebiba
- Cardinale Giulio Antonio Santorio
- Cardinale Girolamo Bernerio, O.P.
- Arcivescovo Galeazzo Sanvitale
- Cardinale Ludovico Ludovisi
- Cardinale Luigi Caetani
- Cardinale Ulderico Carpegna
- Cardinale Paluzzo Paluzzi Altieri degli Albertoni
- Papa Benedetto XIII
- Papa Benedetto XIV
- Papa Clemente XIII
- Cardinale Luigi Valenti Gonzaga
- Cardinale Lorenzo Litta
- Cardinale Filippo Giudice Caracciolo, C.O.

La successione apostolica è:
- Vescovo Ferdinando Siciliani (1828)
- Vescovo Ferdinando Corbi (1833)
- Arcivescovo Marino Paglia (1835)
- Vescovo Pietro Gravina Luzzena (1836)
- Vescovo Gennaro Saladino (1837)
- Vescovo Raffaele Serena (1837)
- Vescovo Francesco Capezzuti (1838)
- Vescovo Camillo Letizia, C.M. (1838)
- Vescovo Alessandro Scialdone (1839)